# NGC 3513
NGC 3513 (również PGC 33410 lub UGCA 224) – galaktyka spiralna z poprzeczką (SBb), znajdująca się w gwiazdozbiorze Pucharu. Odkrył ją William Herschel 21 grudnia 1786 roku.